# Arzi Machmudow
Arzi Machmudow (ros. Арзи Махмудов, ur. 1910, zm. 1970) – radziecki działacz państwowy i partyjny.

## Życiorys
Od 1929 był nauczycielem w szkole, później dyrektorem szkoły, do 1939 kierował rejonowym oddziałem edukacji narodowej w obwodzie samarkandzkim, 1940-1943 był przewodniczącym komitetu wykonawczego rady rejonowej. Od 1941 w WKP(b), 1943-1946 I sekretarz rejonowego komitetu Komunistycznej Partii (bolszewików) Uzbekistanu w obwodzie samarkandzkim, 1946 III sekretarz Komitetu Obwodowego KP(b)U w Samarkandzie, 1946-1950 przewodniczący Komitetu Wykonawczego Samarkandzkiej Rady Obwodowej. Od 1950 do stycznia 1952 I sekretarz Kaszkadaryjskiego Komitetu Obwodowego KP(b)U, 1952-1956 I sekretarz Karakałpackiego Komitetu Obwodowego KP(b)U/KPU, 1956-1958 słuchacz kursów przy KC KPZR. 1958-1959 ponownie przewodniczący Komitetu Wykonawczego Samarkandzkiej Rady Obwodowej, 1959-1963 I sekretarz Komitetu Obwodowego KPU w Samarkandzie, 1963-1964 I sekretarz Samarkandzkiego Wiejskiego Komitetu Obwodowego KPU, od marca 1964 zastępca przewodniczącego Komitetu Wykonawczego Samarkandzkiej Wiejskiej Rady Obwodowej.